# Динамо (футбольный клуб, Егвард)
«Дина́мо» Егвард (арм. Ֆուտբոլային Ակումբ „Դինամո“ Եղվարդ) — армянский футбольный клуб из города Егвард, основанный в 1986 году.

## Названия
- 1986—1989 — «Егвард» Егвард.
- 1990—1992 — «Зораван» Егвард.
- 1993—1996 — «Егвард» Егвард.
- 2002 — «Динамо» Егвард.

## История
Первый сезон в независимом чемпионате Армении команда провела со знаком «минус». Заняв место в зоне вылета и, соответственно, понизившись в классе, она продолжила выступать в Первой лиге, но прежде сменила название.
Бронзовый год после понижения не оправдал тех целей, которые ставили руководители клуба. Последующий сезон оказался неутешительным — по его итогам команда заняла 7-е место.
Очередные бронзовые медали она завоевала в неофициальном чемпионате 1995 года, который не давал ни понижения, ни повышения. Сезон-1995/96 команда закончила на последнем месте. После этих лихорадочных сезонов команда была расформирована.
В 2002 году она возродилась, начав свой путь к завоеванию наград в Первой лиге. Однако, прежние заслуги остались единственными, так как команда по окончании чемпионата расположилась на 14-м месте (из 15). После этого клуб окончательно расформировался.

## Достижения
- Бронзовый призёр Первой лиги — 2 раза (1993, 1995).

## Главные тренеры клуба
- Саркис Овивян (1986—1987)
- Н. С. Геворкян (1990—1991)
- Аркадий Овсепян (1992)
- Гагик Варданян (2002)

## Президенты
- Гагик Варданян (2002)